# CRAZY GONNA CRAZY
《CRAZY GONNA CRAZY》，是日本歌舞組合trf的第8張單曲和代表作之一。1995年1月1日發行。

## 簡介
三個月連續發行單曲的第一彈。
被用作關西電視台電視劇《鬼馬小夫妻》的主題曲。
連續三張單曲銷量超過百萬，總銷量高達158.7萬張，日本歷代單曲銷量第66位。是TRF人氣絕頂時期的代表作。1995年度日本單曲銷量第11位。
2006年11月29日，廉價版的12cmCD單曲發售。
2007年，由日本團體AAA翻唱，收錄在CCC -CHALLENGE COVER COLLECTION-專輯中
2013年，東京電視台卡通星光少女 彩虹舞台第27-39集之片頭曲，由Prizmmy☆翻唱，收錄在同名單曲中

## 收錄曲目
作詞、作曲、編曲：TETSUYA KOMURO
1. CRAZY GONNA CRAZY [RADIO MIX]
2. CRAZY GONNA CRAZY [DISCO MIX]
3. CRAZY GONNA CRAZY [EUROBEAT MIX]

## 外部連結
- 唱片介紹